# Pterostichus bryanti
Pterostichus bryanti är en skalbaggsart som beskrevs av Vandyke. Pterostichus bryanti ingår i släktet Pterostichus och familjen jordlöpare. Inga underarter finns listade i Catalogue of Life.